# Garcés (dibujante)
Antoni Garcés Clotet, que firma como Garcés (Barcelona, España, 1950) es un historietista, ilustrador y diseñador español.

## Biografía
Inició su trayectoria como autor de cómic en el fanzine Zero Comics (fue también su editor), junto a otros reputados autores de su generación, como José Maria Beroy, Eduard Bosch, Rafa Estrada, Pascual Ferry, Miquel Fernández, Das Pastoras, Godoy, Pedro Espinosa, Kaffa, Losilla, Toni Mena, Miguelanxo Prado o Mike Ratera. 
Al final ya del boom del cómic adulto, empezó a colaborar en la revista Cimoc, con algunas historias cortas (publicadas anteriormente en Zero Comics) y varias de nuevas, hasta que en 1985, con guion de Enrique Sánchez Abulí publicó "Demasiado Humano", al año siguiente y con guion propio realizó su primera obra a color Ú La grieta móvil (1986).
Es a partir de 1989, que empezó a publicar en el suplemento semanal de "Diari de Barcelona" el cómic (Lavínia 2092 o la guerra de les essències) con textos en catalán de Emili Teixidor, desde 1991 a 1997 y en el El Jueves las series "MixTurmix" (guionizada por Nieto) y "Bobot" (con Abulí) y posteriormente también ilustró textos de Onliyú y de Andreu Martín para la revista Makoki.
En los últimos años, ha trabajado fundamentalmente como diseñador e ilustrador, ha realizado multitud de portadas para varias colecciones (en su mayoría de ciencia ficción), para Ultramar editores, Júcar, Fénix, Alcodre, etc. En el verano de 2000, publicó la tira Veranitas, con guion de Eloi (José María Casanovas Baile) en el Diario de Ibiza. Ha participado en varios álbumes colectivos, como "24 horas", "Pop Español", "10 Visions de Barcelona", Salgariana, "Tipos Ilustrados", Lanza en astillero y Tapa Roja.

## Valoración crítica
Jesús Cuadrado, por su parte, ha destacado su "precisión en la mirada" y lo ha situado, junto a Miguelanxo Prado, "entre los francotiradores que en todo grupo desorganizado conviven en armonía: ambos aúnan en sus estilos esa doble continuidad de la defensa de la estética de la exteriorización de la puesta en escena, y la aventura como leit motiv en la guionización".

## Premios
Desde su inicio como autor de cómics e ilustrador, ha recibido varios reconocimientos, como el Premio "Creepy" de la Crítica al mejor historietista de Fantasía del año 1984, también el Premio del VII Saló Internacional del Cómic de Barcelona, a la mejor Portada española de cómic del año 1986 (correspondiente al de la revista CIMOC nº 64) y en el año 1992 el premio Ignotus a la mejor ilustración de la Asociación Española de Fantasía, Ciencia Ficción y Terror (AEFCFT).
En 2014 la Asociación Española de Fantasía, Ciencia Ficción y Terror (AEFCFT), le volvió a premiar con otro Ignotus, esta vez especial (Premio Gabriel), por su contribución a la ciencia ficción, siendo esta la primera vez que se le otorga a un ilustrador.

## Obra
| Años      | Título                | Guionista      | Tipo                                    | Publicación        |
| --------- | --------------------- | -------------- | --------------------------------------- | ------------------ |
| 1989      | Demasiado humano      | Abulí          | Álbum                                   | Norma Editorial    |
| 1989-1990 | Lavinia 2092          | Emili Teixidor | Serie (en catalán)                      | Diari Barcelona    |
| 1989-1990 | Refrenillos           | Onliyú         | Serie                                   | Makoki             |
| 1990      | Museum                | Garcés         | Álbum recopilatorio de historietas      | Editorial Complot  |
| 1991      | Ú, la grieta móvil    | Garcés         | Álbum                                   | Norma Editorial    |
| 1991      | Somos extraterrestres | Andreu Martín  | Serie                                   | Makoki             |
| 1991-1995 | Mixturmix             | Nieto          | Serie                                   | El Jueves          |
| 1996-1997 | Bobot                 | Abulí          | Serie                                   | El Jueves          |
| 2001      | Veranitas             | Eloi           | Serie                                   | Diario de Ibiza    |
| 2004      | Tapa Roja             | Jesus Cuadrado | Historieta corta / Álbum varios autores | Tapa Roja          |
| 2005      | Ilusiones             | Garcés         | Historieta corta / Álbum varios autores | Lanza en astillero |
| 2005      | Domani non esisterò   | Garcés         | Historieta corta / Álbum varios autores | Salgariana         |